# Alchemilla microbetula
Alchemilla microbetula är en rosväxtart som beskrevs av T. C. E. Fries. Alchemilla microbetula ingår i släktet daggkåpor, och familjen rosväxter. Inga underarter finns listade i Catalogue of Life.